# Denkendorf, Esslingen
Denkendorf là một đô thị nằm trong huyện Esslingen của bang Baden-Württemberg ở miền nam nước Đức. Đô thị này nằm cách Esslingen 5 km về phía nam, và cách thành phố Stuttgart 14 km về phía đông nam.